# .HEARTS TOUR
『.HEARTS TOUR』（ドットハーツツアー）は吉井和哉のライブ映像作品。2013年10月1日にEMIミュージック・ジャパンより発売された。

## 概要
2012年11月-12月に行われた“.HEARTS TOUR 2012"の最終日、12月22日・大阪城ホールでのライブで披露された全曲を収録。

## 収録曲
1. 20 GO
2. 煩悩コントロール
3. 欲望
4. SPARK
THE YELLOW MONKEYの10枚目のシングル表題曲のセルフカバー。
5. ロンサムジョージ
この年、タイトルの元となったロンサム・ジョージが逝去した。
6. SIDE BY SIDE
7. 母いすゞ
8. CALL ME
9. ノーパン
10. BLACK COOK'S HORSE
11. 熱帯夜
THE YELLOW MONKEYの4枚目のシングル表題曲のセルフカバー。レギュラーメニューだったが、日本武道館公演からは「太陽が燃えている」との日替わりになった。
12. ONE DAY
13. VS
14. 点描のしくみ
15. ビルマニア
16. TALI
17. ロックンロールのメソッド
18. PHOENIX
初日の新潟公演のみ「Pain」が演奏されていた。
19. WEEKENDER
20. HEARTS

## 参加ミュージシャン
- 吉井和哉 - ボーカル、ギター
- 日下部正則 - ギター
- 吉田佳史 (TRICERATOPS) - ドラム
- 鶴谷崇 - キーボード
- 三浦淳悟 - ベース
- 生形真一 (Nothing's Carved In Stone) - ギター